# Silurus
Silurus é um género de peixe da família Siluridae.
Este gênero contém as seguintes espécies:
- Silurus aristotelis
- Silurus furness
- Silurus mento
- Silurus glanis